# Dovania mirei
Dovania mirei là một loài bướm đêm thuộc họ Sphingidae. Loài này có ở Nigeria.